# Gallinula
Gallinula é um género de aves gruiformes ralídeas onde se classificam nove espécies conhecidas como frangos-d'água ou galinhas-de-água. São aves aquáticas, que habitam zonas pantanosas, lagos e lagunas e margens de grandes rios.

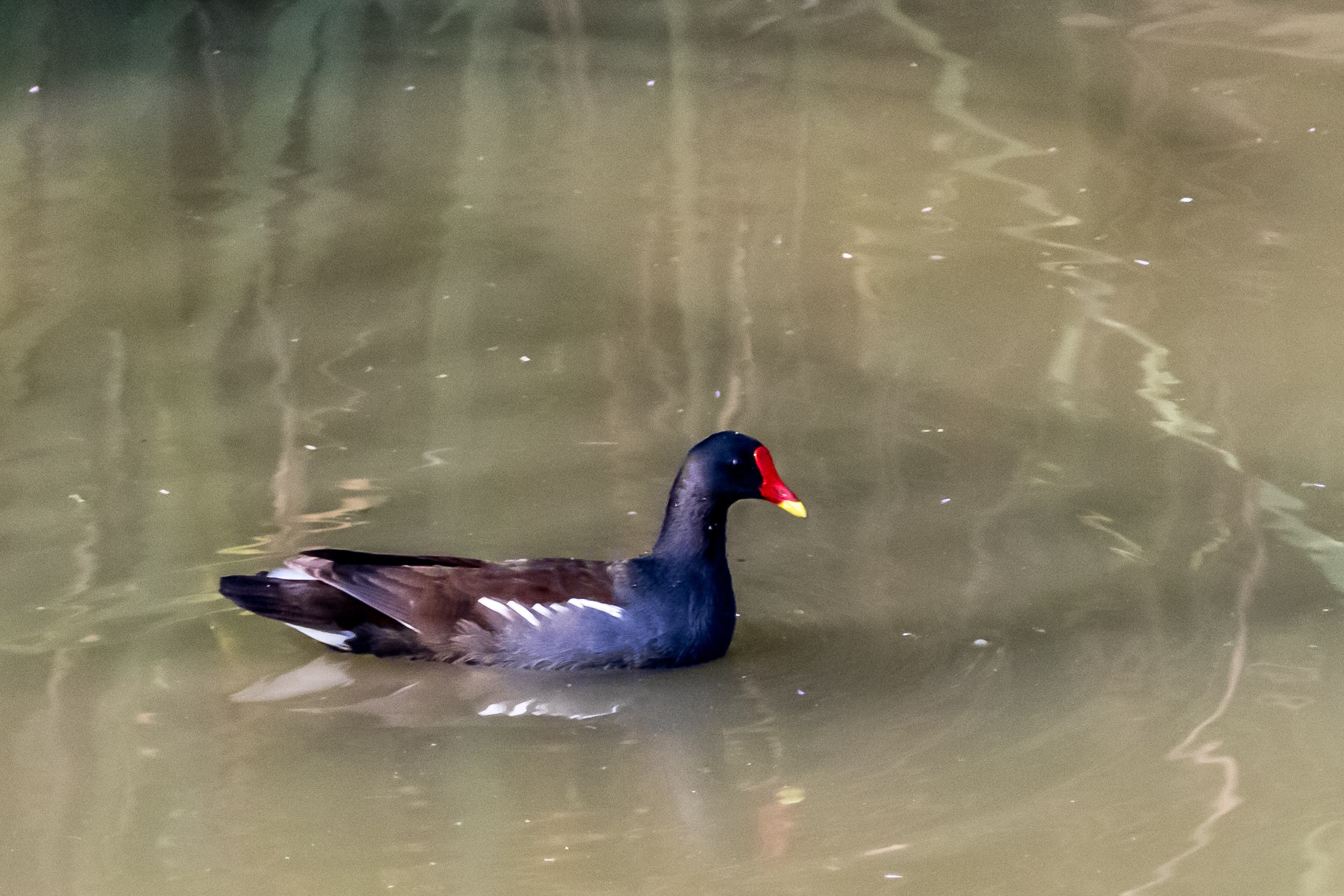
Galinha-d'água no Vale de Hula

As espécies do género Gallinula são aves de médio porte, com plumagem em tons de castanho e preto. Têm patas altas e dedos muito compridos, adaptados para caminhar em terrenos irregulares e lamacentos. São omnívoras, com uma alimentação à base de plantas aquáticas e suplementada com pequenos animais e ovos de outras aves. Durante a época de reprodução, os casais são muito territoriais e agressivos para com intrusos, mas fora do período de nidificação têm hábitos gregários e podem ser observadas em bandos numerosos.[carece de fontes?]
A funcionalidade das asas dos frangos-de-água é muito variável. A galinha-d'água-comum é uma espécie migratória que pode percorrer mais de dois mil km entre o habitat de inverno e as zonas de nidificação na Sibéria. Por outro lado, algumas espécies, principalmente as encontradas em ilhas do Oceano Pacífico, são total ou parcialmente incapazes de voar. A perda da capacidade de vôo resulta na maioria dos casos de evolução num ambiente isolado e livre de predadores. Com a colonização humana e a introdução de espécies invasoras, as aves não voadoras ficaram extremamente vulneráveis à extinção. O género Gallinula foi muito afectado por esta tendência e, desde 1500, desapareceram pelo menos três das suas espécies.[carece de fontes?]

## Espécies
- Gallinula pacifica (extinta)
- Gallinula silvestris
- Gallinula nesiotis (extinta)
- Gallinula comeri
- Galinha-d'água-comum, Gallinula chloropus
- Gallinula galeata (antes incluida na G. chloropus[1])
- Gallinula tenebrosa
- Frango-d'água-menor, Gallinula angulata
- Frango-d'água-carijó, Gallinula melanops
- Gallinula ventralis (actualmente incluida no género Tribonyx[1])
- Gallinula mortierii (actualmente incluida no género Tribonyx[1])